# 新竹市立玻璃工藝博物館

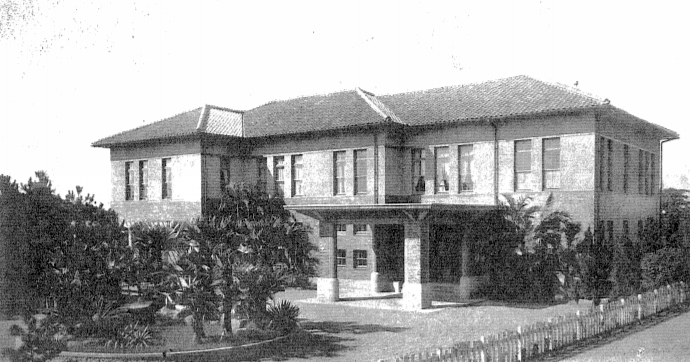
新竹州自治會館

新竹市立玻璃工藝博物館（簡稱玻工館）是台灣新竹市博物館，座落於至枕頭山新竹公園西北方。其原始建築物為興建於1936年的新竹州自治會館，國民政府接管臺灣後，成為接收委員會的住所，其後又有美軍顧問團進駐，之後又為憲兵駐所。在1995年的竹塹國際玻璃藝術節後，改做為玻璃工藝博物館，以彰顯新竹的玻璃產業史並推廣玻璃工業。

## 沿革
新竹州自治會館由新竹州下的自治團體募資7萬5,000圓興建，其在1936年6月25日動工，同年12月25日完工，由新竹州土木課手島誠吾設計，為鋼筋混凝土造的兩層樓建築，樣式為近代樣式。新竹州自治會館的空間包含了事務所、撞球室、貴賓室、電話室、食堂、洋室等空間。其功能是日本皇族及高官來台巡視時作為行館及宴客用。
1995年，新竹市長童勝男找來知名玻璃藝術工作者王俠軍籌辦「竹塹國際玻璃藝術節」，在獲得成功後，由新竹市立文化中心主任洪惠冠提出新竹憲兵隊營舍改設為玻璃工藝博物館之構想。於是憲兵隊於1998年10月搬遷，由繼任之蔡仁堅市長接手，於1999年12月8日配合「第三屆竹塹國際玻璃藝術節」正式開館啟用。改建事宜及規劃是由建築師季鐵男與陳國寧教授共同處理，而目標是成為與產業結合的非營利性永久機構。希望能夠結合文化與觀光資源，協助新竹玻璃產業昇級，讓民眾及業者參與，故同時也為市民休憩的好地方。
此建築在2017年9月6日被指定為新竹市歷史建築。其在2018年元旦起進行內部整修，並於2018年9月29日重新開放。

## 玻璃工藝博物館

### 目標
- 讓民眾更了解玻璃產業現況。
- 鼓勵玻璃藝術創作，及提升玻璃工藝水準。
- 提供民眾休閒娛樂及培養國民的玻璃藝術水平。
- 扎根新竹玻璃文化，並雕塑城市文化特色。
- 促進與世界玻璃工藝與藝術交流。

### 功能
- 典藏玻璃藝術作品。
- 舉辦玻璃工藝展。
- 推廣玻璃教育。
- 帶動產業行銷。
- 進行相關玻璃歷史、技法之研究。

### 展望
- 玻璃的資訊、資源及技藝養成中心。
- 與國際玻璃藝術界的橋樑。
- 塑造新竹成為玻璃藝術之都。

## 曾經辦過的展覽
- 2013年日本最高工藝大師殊榮的黑木國昭大師館內發表失傳上百年的「薩摩切子」水晶雕刻玻璃技術。
- 顏炳林 - 童言童語
- 歐明宗 - 玻璃車的世界

## 台日交流
- 新竹火車站建築師家屬贈送日本稀有河津櫻於玻璃館四周。

## 周邊景點
- 鐵道藝術村 （页面存档备份，存于）
- 新竹市立動物園 （页面存档备份，存于）
- 台灣昆蟲館新竹分館
- 水晶球展館 （页面存档备份，存于）
- 新竹公園
- 北門街商圈

## 外部連結
- 新竹市玻璃工藝博物館 （页面存档备份，存于）
- 新竹公園種植河津櫻10週年紀念牌揭牌儀式 （页面存档备份，存于）

1. ↑  . 臺灣建築會誌. 1936-08-21.
2. ↑  .   [2017-12-17]. （原始内容存档于2004-05-20）.
3. ↑  .   [2019-04-06]. （原始内容存档于2019-06-02）.